# ایلیمار پارن
ایلیمار پارن (استونیایی: Illimar Pärn؛ زادهٔ ۲۷ اکتبر ۱۹۸۸) اسکی‌باز پرش اهل استونی است.